# 100. samostatná mechanizovaná brigáda (Ukrajina)
100. samostatná mechanizovaná brigáda (ukrajinsky: 100 окрема механізована бригада, romanizováno: 100 okrema mekhanizovana bryhada) je pozemní jednotka Ozbrojených sil Ukrajiny, která byla založena v prosinci 2018 ve Volyňské oblasti jako 100. samostatná brigáda Sil teritoriální obrany. V roce 2022 byla jednotka poprvé reorganizována a byla zařazena do pravidelného stavu Ozbrojených sil Ukrajiny, v březnu 2024 byla reorganizována v mechanizovanou brigádu.

## Historie

### Vznik a činnost v rámci teritoriální obrany
100. samostatná mechanizovaná brigáda vznikla v roce 2018 jako součást Sil teritoriální obrany Ukrajiny za účelem ochrany Volyňské oblasti. Její základní poslání spočívalo v zajištění bezpečnosti v případě konfliktů, jaké vypukly v roce 2014 v Doněcké a Luhanské oblasti. V této době existovaly brigády teritoriální obrany převážně ve formě dobrovolnických jednotek, avšak od ledna 2022 začaly fungovat na základě nově přijatého zákona o jejich reorganizaci. Tím došlo k profesionalizaci a integraci do armádní struktury.

### Reorganizace na mechanizovanou brigádu
Dne 30. března 2024 byla brigáda reorganizována na mechanizovanou jednotku a začleněna pod Pozemní síly Ukrajiny. Brigáda získala bojová vozidla pěchoty a tanky, včetně německých obrněných vozidel Marder 1A3, které získala jako první řádná jednotka ZSU.

## Bojová nasazení

### Počáteční nasazení
Ihned po začátku invaze v roce 2022 byla 100. samostatná brigáda Sil teritoriální obrany nasazena u ukrajinsko-běloruské hranice v Biloozerském rajonu Volyňské oblasti.

### Bitva o Bachmut
V roce 2023, během bojů u Bachmutu, se příslušníci brigády, zejména tzv. Lucký prapor (53. prapor), aktivně podíleli na zadržování postupu ruské armády v okolí města. Spolupracovali zde s jednotkami, jako jsou 92. samostatná útočná brigáda (tehdy známá jako 92. samostatná mechanizovaná brigáda), 128. samostatná horská útočná brigáda a 3. samostatná útočná brigáda, dříve známá jako prapor Azov.
Po téměř roce těžkých bojů a pádu Bachmutu v květnu 2023 byla brigáda převelena do oblasti Serebrjanského lesa a Dibrové.

### Působení na východní frontě

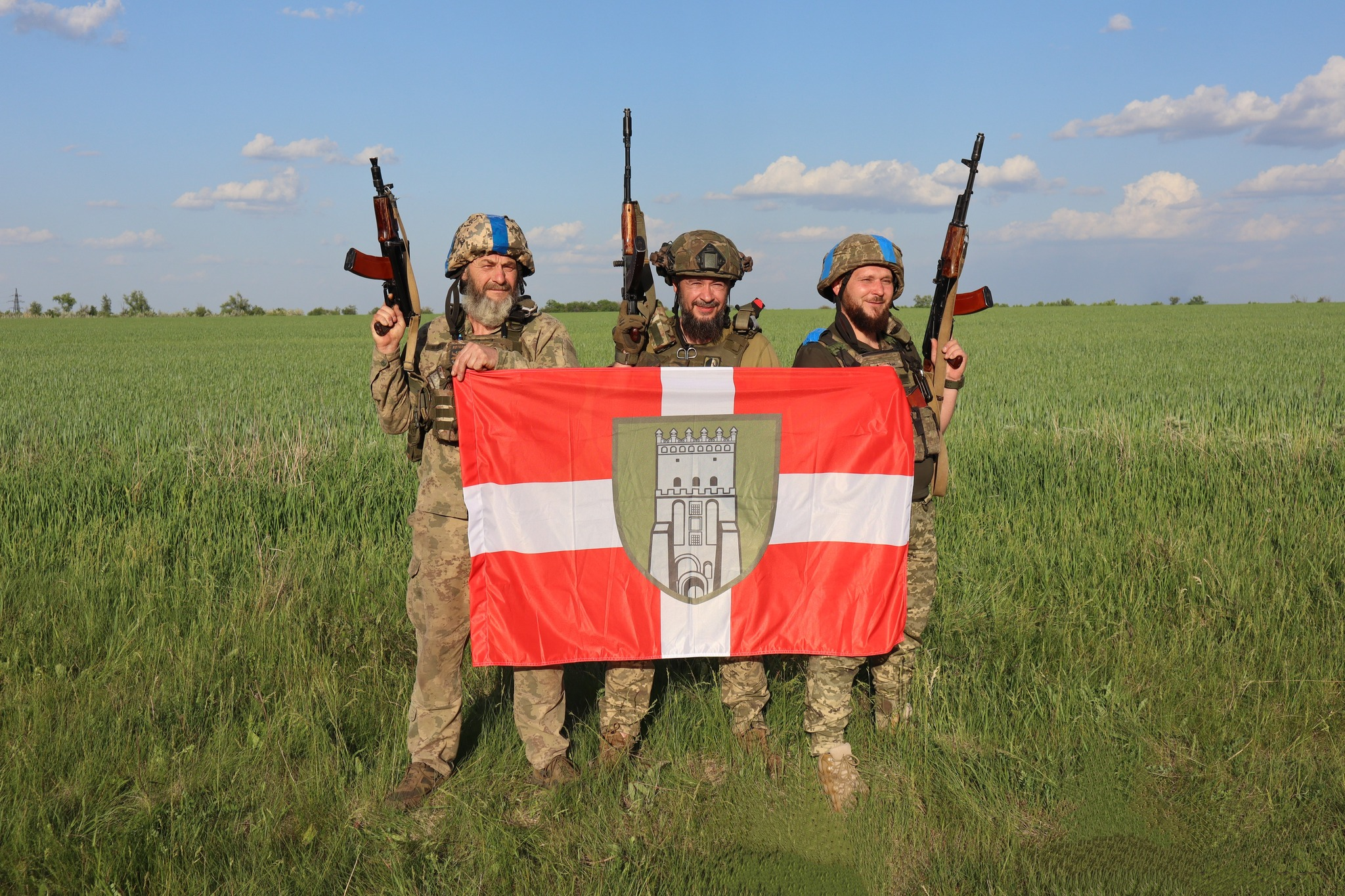
Vojáci 100. samostatné mechanizované brigády se standartou jednotky

V tomto novém nasazení se poprvé výrazně osvědčila brigádní rota bezpilotních úderných prostředků Voron, která v této oblasti způsobovala značné ztráty ruským okupantům v rozlehlých luhanských lesích z relativního bezpečí za frontovou linií. O několik měsíců později byl 53. prapor brigády nasazen u Lymanu Peršoho na severovýchodě Charkovské oblasti, kde poskytoval podporu 41. samostatné mechanizované brigádě při bojích kolem řeky Oskol a odrážení ruských útoků ve směru na Kupjansk. Na přelomu let 2023 a 2024 se brigáda zapojila do pozičních bojů u Bilohorivky a následně byla jako čerstvě reorganizovaná mechanizovaná brigáda převelena k Očeretynému, kde spolu se 47. samostatnou mechanizovanou brigádou čelila ruské ofenzivě po pádu Avdijivky.

### Obrana Očerytného a Torecku
V zimě 2024 se brigáda účastnila obrany Očeretyného spolu se 47. samostatnou mechanizovanou brigádou. Po jeho pádu byla přesunuta k Torecku a Majorsku. V těchto oblastech se opět osvědčila jednotka Voron, jejíž drony působily okupantům značné ztráty. Za příkladné nasazení a odvahu v bojích o Toreck si 100. mechanizovaná brigáda vysloužila uznání prezidenta Ukrajiny Volodymyra Zelenského.

## Výzbroj a technika

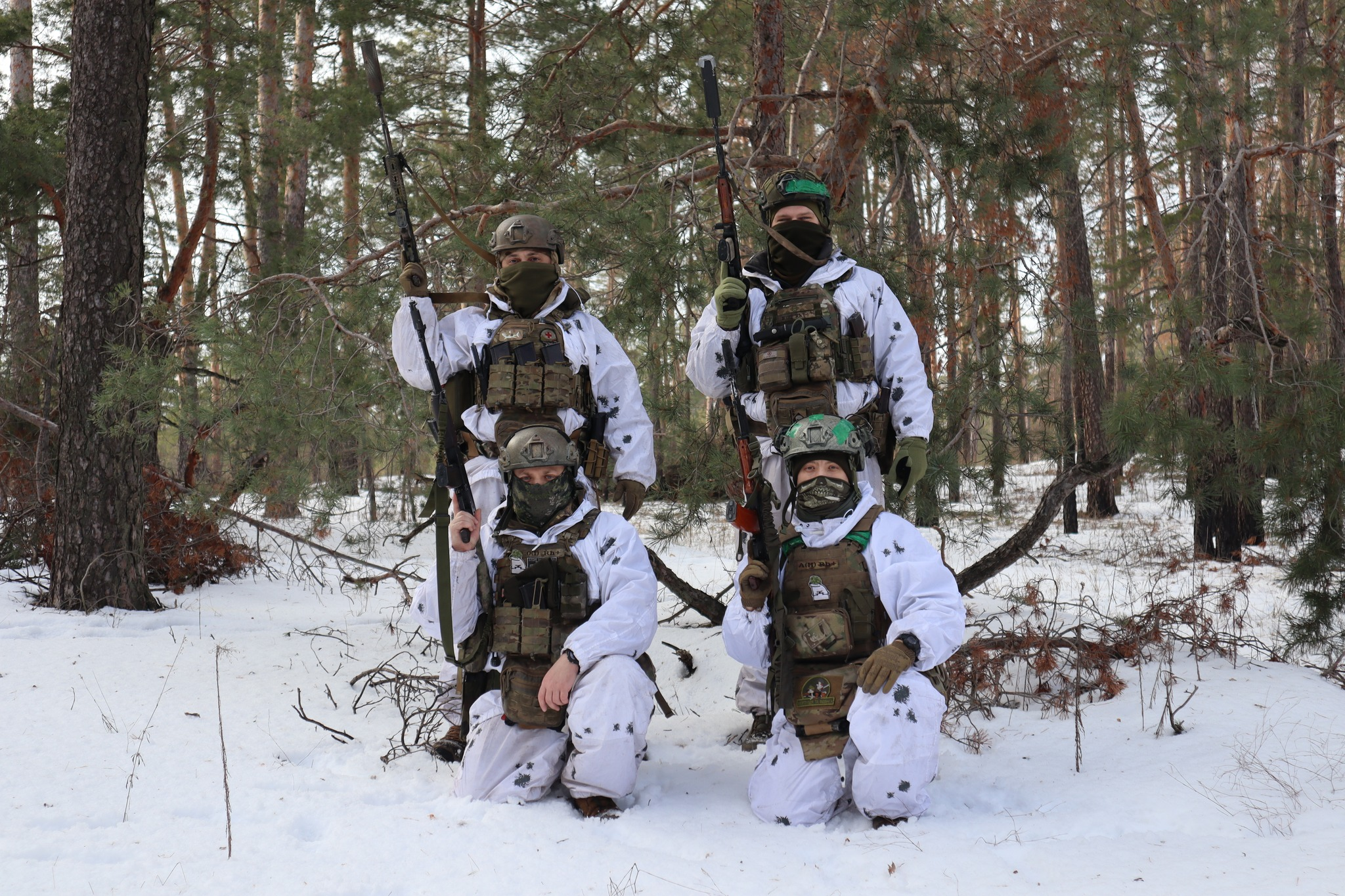
Příslušníci 100. samostatné mechanizované brigády vyzbrojeni ručními palnými zbraněmi

Brigáda disponuje rozmanitou výzbrojí, včetně ručních palných zbraní sovětské (AK-74, PKM, RPK-74, SVD, GP-25) i západní (M4, M14, M110) provenience, protitankovými systémy (FGM-148 Javelin, NLAW, SPG-9 Kopjo, RPG-7) a kulomety (M2 Browning, UK vz. 59). V počátečních fázích ruské invaze se ve výzbroji objevoval i zastaralý kulomet DP-28. Z těžké techniky lze jmenovat tanky T-64, T-72, T-80 a ženijní vozidla BAT-2.
Brigáda rovněž obdržela několik várek západní techniky, přičemž jako první zařadila do svého stavu německá BVP Marder 1A3. Z vozidel americké provenience rovněž využívá od listopadu 2024 BVP M2 Bradley, vozidla HMMWV a obrněné transportéry M113. Dělostřelecký prapor brigády využívá tažená děla 2A12 T-12 Rapira a moderní samohybné houfnice 2S22 Bohdana. Oficiální kanály ZSU zveřejnily v lednu 2025 video, na kterém 100. samostatná mechanizovaná brigáda využívá trofejní děla 2A65 Msta-B, údajně zajatá v Chersonské oblasti.
Spoluprací s ukrajinskou neziskovou organizací Povernysa Živim získala 100. mechanizovaná brigáda také blíže neurčené množství bezpilotních průzkumných a útočných prostředků, 82 mm minometů a těžkých kulometů DŠKM. Povernysa Živim také pomáhá s výcvikem důstojníků sloužících u 100. mechanizované brigády.

## Nedostatky a kritika
V dubnu 2024 uvedl magazín Forbes, že brigáda je jednou z nejnovějších a nejméně vybavených v rámci ukrajinských pozemních sil. Podle zprávy nebyla pro nedostatek vybavení vhodná k nasazení ve frontových podmínkách. Je však pravdou, že od té doby se situace od jisté míry změnila a jednotka mezitím obdržela západní techniku.

## Struktura
K 30. březnu 2024 měla brigáda následující strukturu:
- 100. samostatná mechanizovaná brigáda
  - Velitelství a štáb
    - 50. prapor Teritoriální obrany (Ratne), číslo jednotky А7059[41]
    - 51. prapor Teritoriální obrany (Kamin-Kaširsky), číslo jednotky А7060[41]
    - 52. prapor Teritoriální obrany (Manevyči), číslo jednotky А7061[41]
    - 53. prapor Teritoriální obrany (Luck), číslo jednotky А7062[42]
      - 3. střelecká rota

    - 54. prapor Teritoriální obrany (Kovel), číslo jednotky А7063[41]
    - 55. prapor Teritoriální obrany (Volodymyr), číslo jednotky А7064[43]
    - Jednotka vzdušného průzkumu a úderného UAV "Voron 100"
    - Protisabotážní rota
    - Ženijní rota
    - Spojovací rota
    - Logistická rota
    - Minometná baterie

## Symbolika a insignie
Ve znaku brigády se nachází Ljubartova věž, symbol Luckého hradu, který odkazuje na historický původ jednotky. Insignie v roce 2024 získala svou současnou podobu: opevněnou věž na zeleném poli, doplněnou stříbrným latinským křížem na červeném pozadí. 

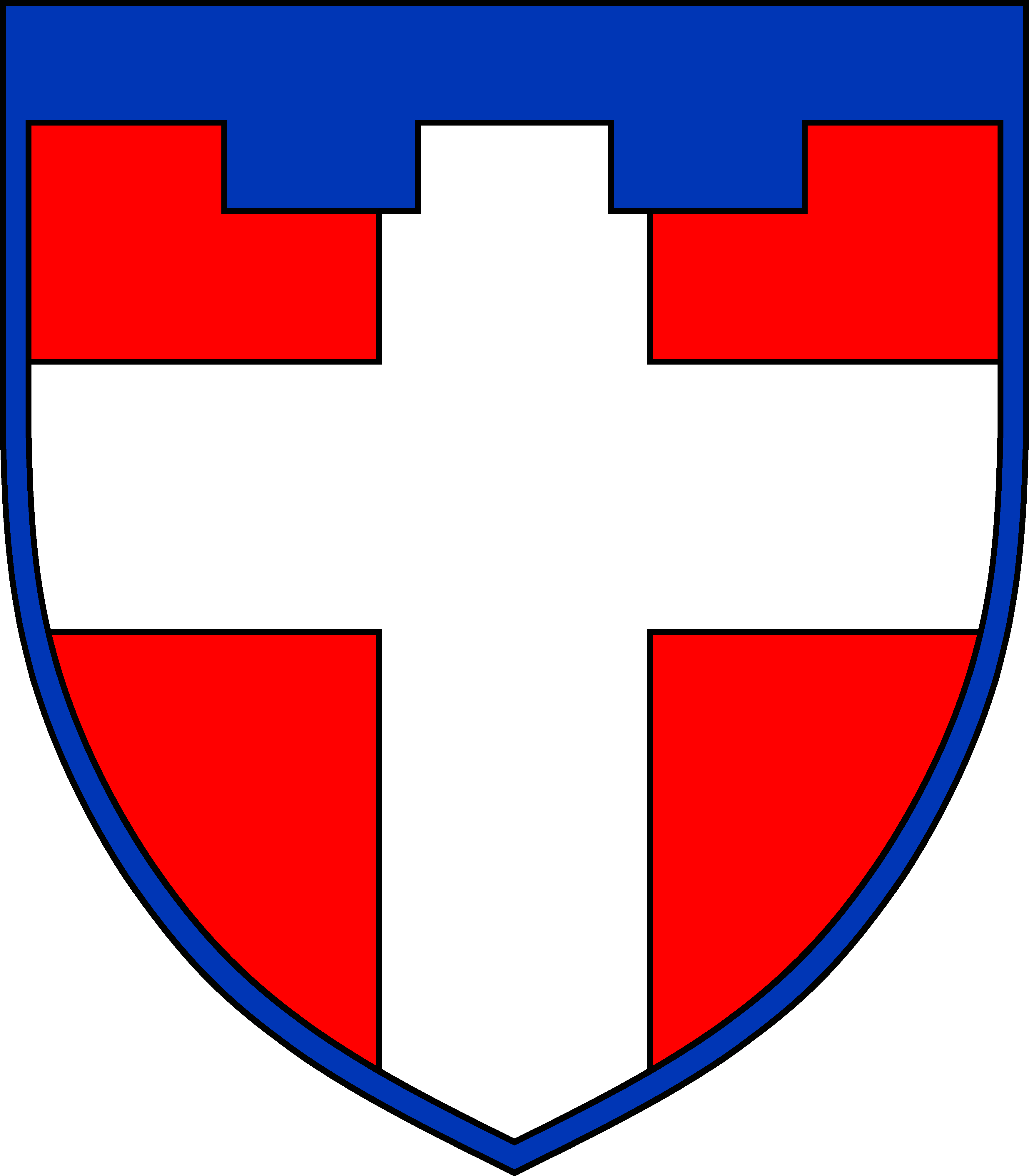
Původní insignie 100. brigády Teritoriální Obrany
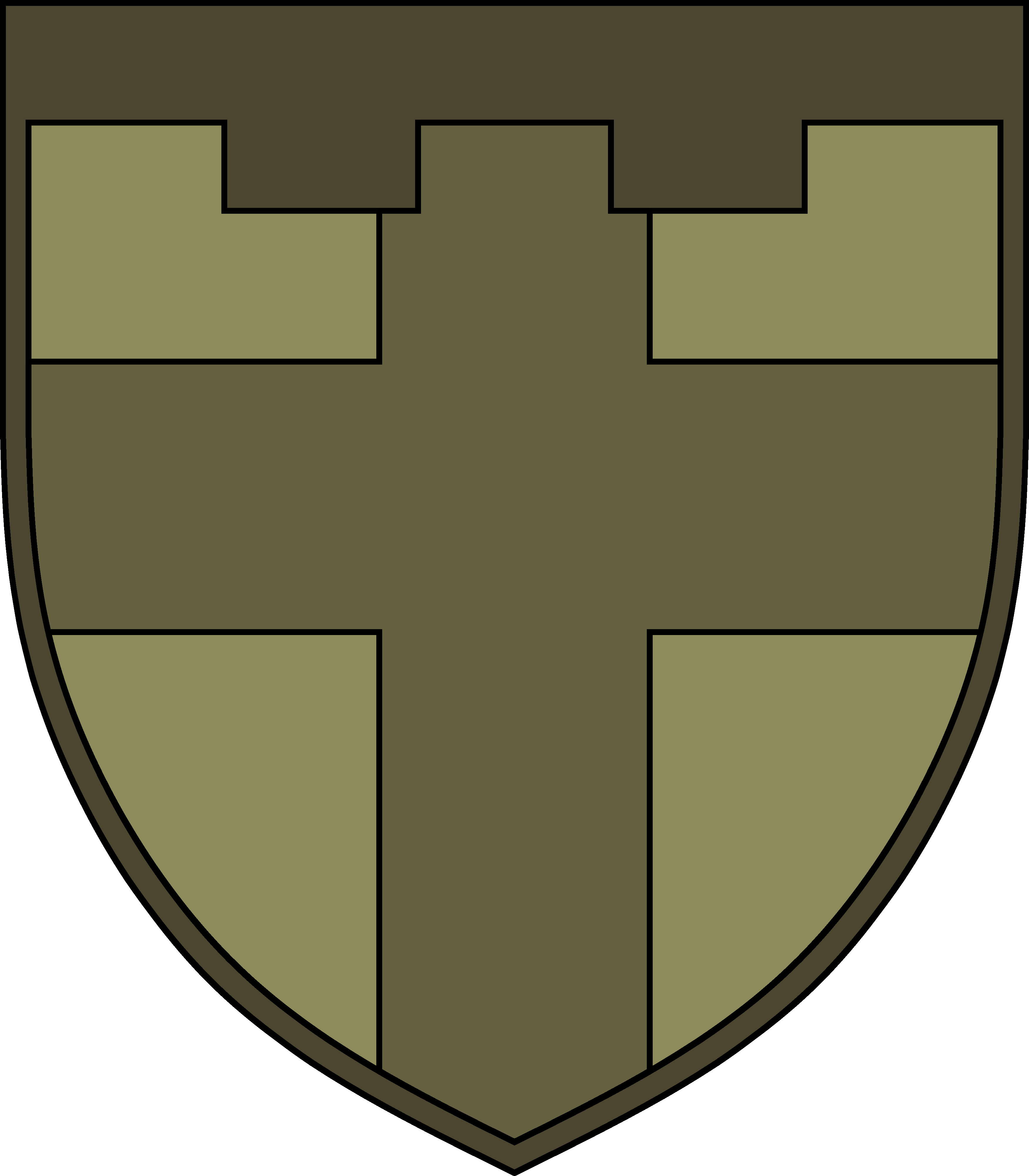
Původní insignie 100. brigády Teritoriální Obrany - nízká viditelnost
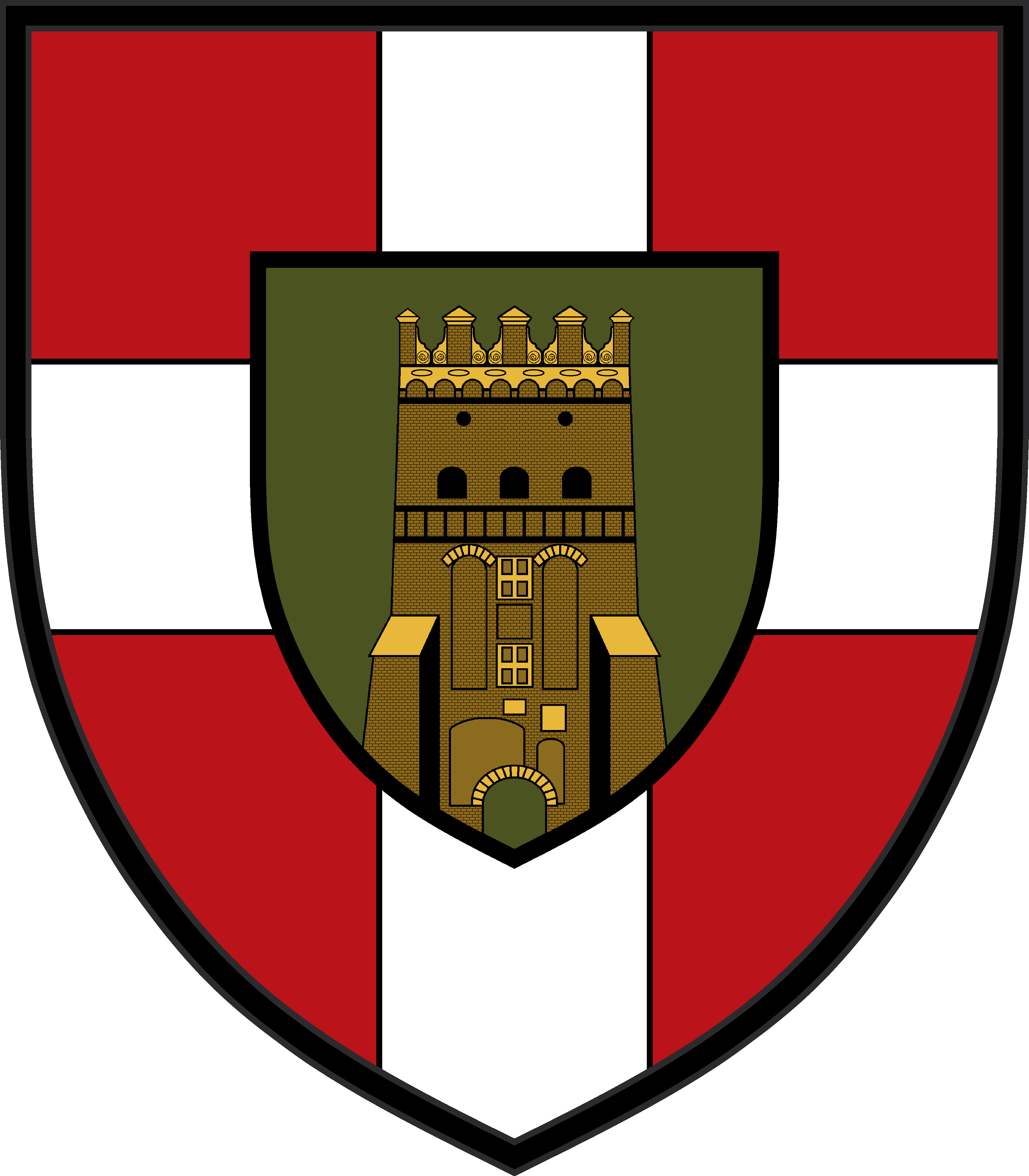
První varianta nové insignie 100. samostatné mechanizované brigády
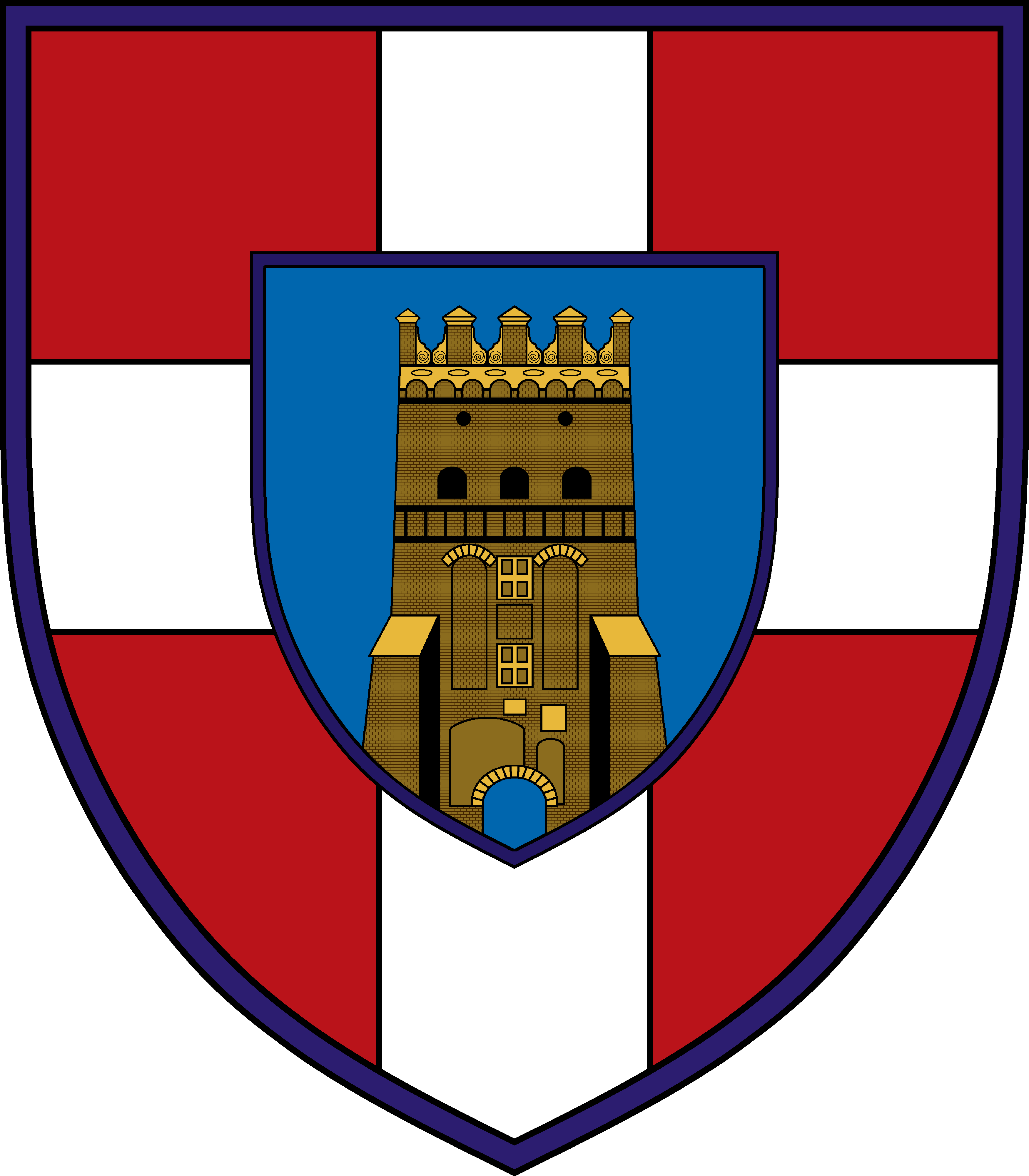
Druhá varianta nové insignie 100. samostatné mechanizované brigády
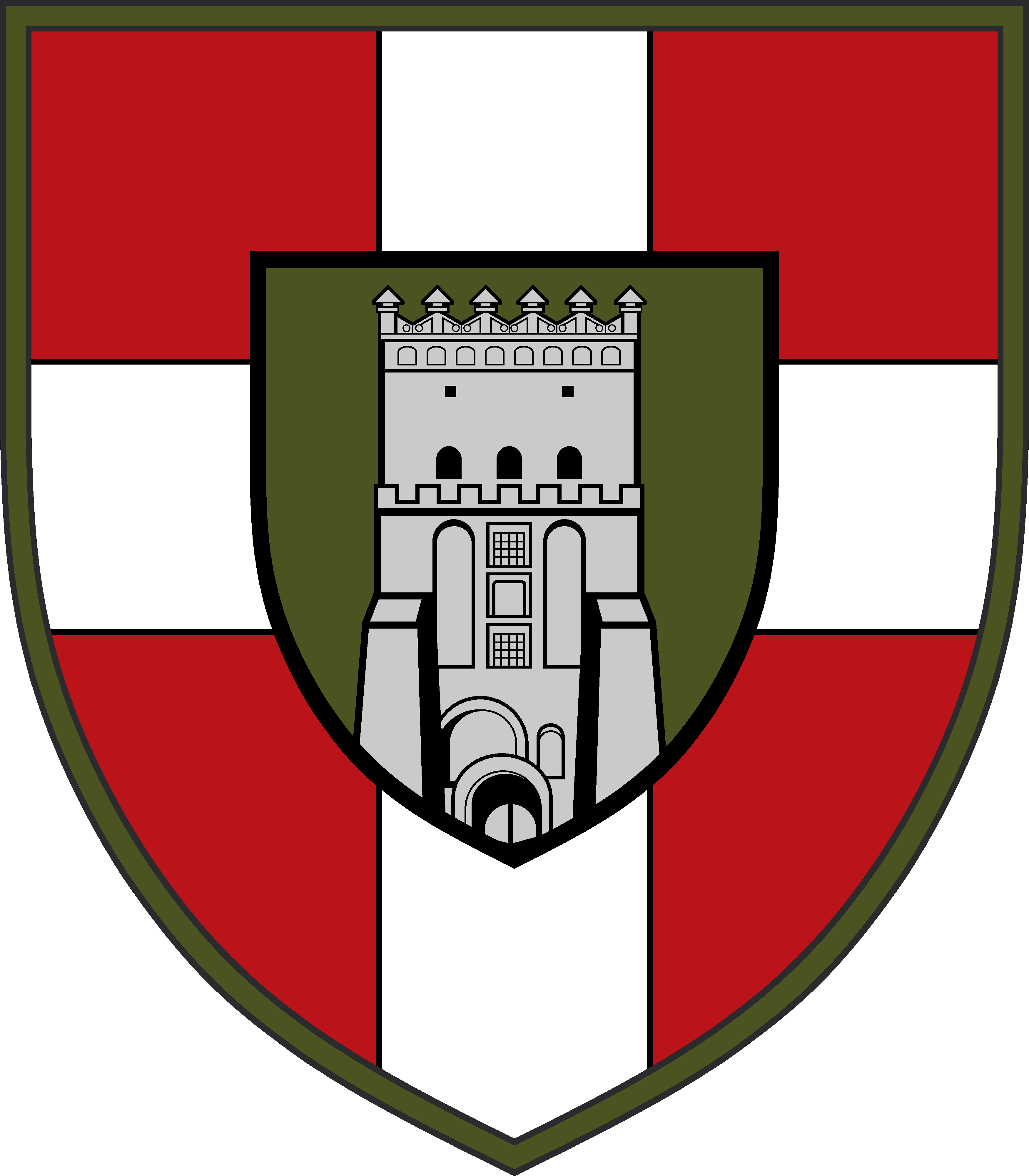
Současná varianta nové insignie 100. samostatné mechanizované brigády
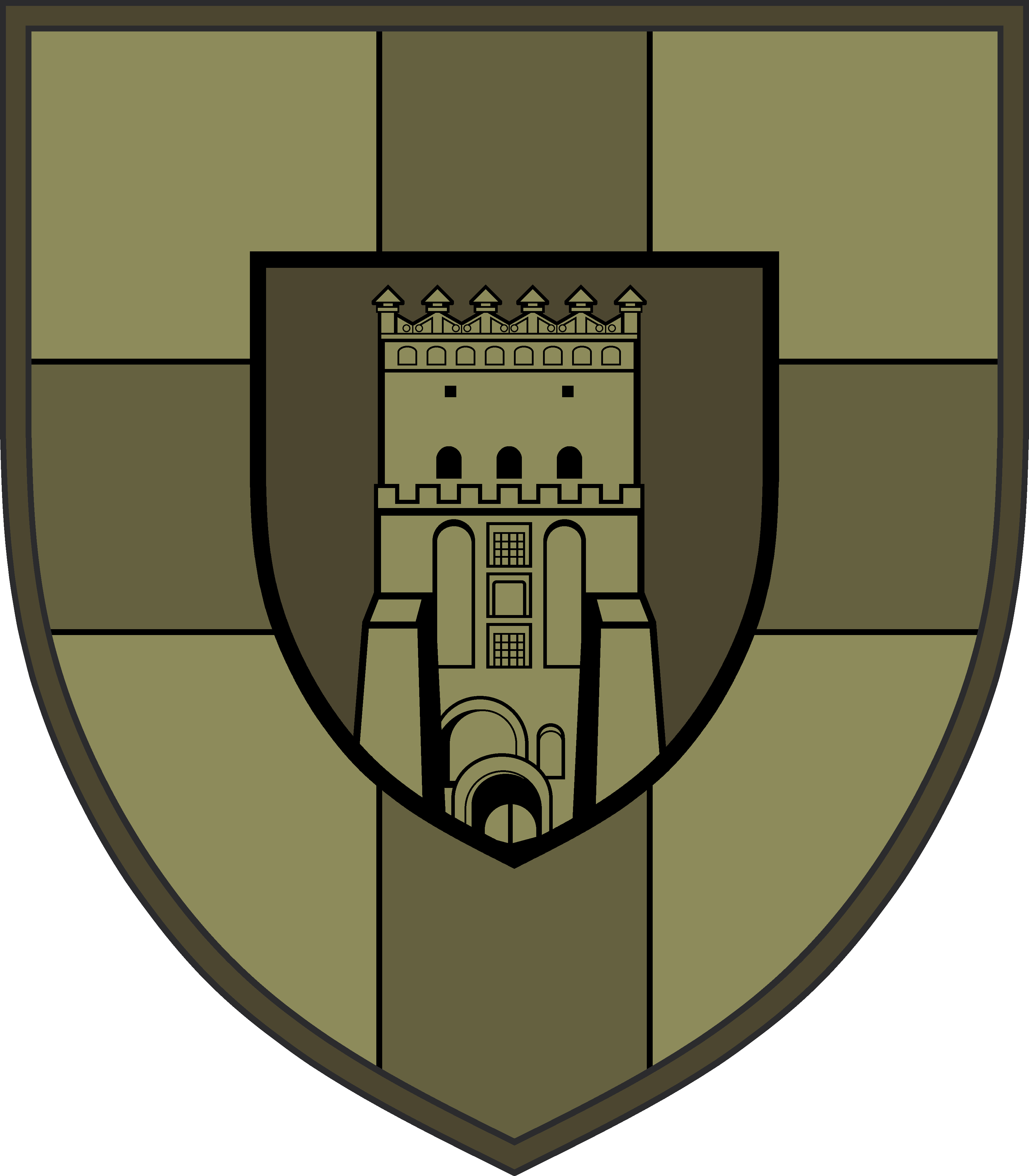
Současná varianta nové insignie 100. samostatné mechanizované brigády - nízká viditelnost

## Spolupráce s českými dobrovolníky
V prosinci 2024 navázala 100. samostatná mechanizovaná brigáda formální spolupráci s českými dobrovolníky z uskupení NAFO a valka.online, kteří jednotce prostřednictvím veřejných sbírek poskytují především zdravotnické vybavení.